# Minas & Armadilhas
Minas & Armadilhas foi uma das primeiras bandas portuguesas de punk rock, formada em Lisboa, em 1978. Tiveram um percurso efémero e não deixaram qualquer registo discográfico. 
Considerados uns dos precursores do estilo, eram formados por Paulo Borges (vocal), Paulo Ramos (guitarra), Zé Eduardo (baixo) e Peter Machado (bateria). Composições simples e sonoridade rápida e directa com influência de bandas como os Clash ou Sex Pistols. Durante a sua curta passagem mantiveram-se fiéis aos valores da cultura punk.

## História

### Despertar dopunkem Portugal
O movimento associado à cultura punk surgiu na segunda metade de 1970, nos Estados Unidos e no Reino Unido, inserido no contexto de plena crise económica nos anos da Guerra Fria. Sob estas influências, os Minas & Armadilhas decidiram aderir aos valores da Contracultura numa atitude de revolta contra o rock progressivo dos Yes, Genesis, Pink Floyd, entre outros, e contra o marasmo social da época: betos, queques, hippies e freaks da sociedade portuguesa do pós-25 de Abril. De facto, a Revolução de Abril funcionou como um catalisador de vontades, de reivindicações e de manifestações, e nesse âmbito foi favorável ao eclodir das primeiras manifestações punks em Portugal. O movimento punk era caracterizado pelo princípio de autonomia do 'faça-você-mesmo', com um estilo baseado na música, roupa e comportamento, sobretudo de rebeldia contra o sistema.

"O perigo alastrou repentinamente e todo o mundo se pode muito bem ver incapaz de domar ou montar, seja de que maneira for, a onda! Saiu o 1º single punk prensado em Portugal. (…) "Get a Grip on Yourself" e "London Lady", os dois títulos, são amostras poderosas da música dos Stranlgers, se não completamente esclarecedoras, pode-se mesmo assim apontar como de muita importância."

– António Sérgio fala da importância que a música punk teve na sociedade.
Mas não foi fácil a entrada do punk rock na sociedade portuguesa. Só em Dezembro de 1977, o radialista António Sérgio assinalava na revista Música & Som o lançamento do primeiro single punk prensado em Portugal: "(Get A) Grip (On Yourself)", dos Stranglers. Foi no seu programa "Rotação", na Rádio Renascença, que António Sérgio deu a conhecer, entre 1977 e 1980, o novo estilo musical, pese embora algumas limitações editoriais. O primeiro evento público de punk em Portugal aconteceu, em Fevereiro de 1978, no Archote Clube, no Arco do Cego em Lisboa, numa organização de António Sérgio, Joaquim Lopes e José Guerra, que contou com passagens comentadas de vários discos de bandas de punk rock inglesas, americanas e francesas. As notícias sobre actuações de bandas punk nacionais começaram a aparecer através de fanzines e, timidamente, pela revista Música & Som nos números de Maio e Junho de 1978, em que noticiou os concertos dos Faíscas no pavilhão de Os Belenenses e dos Aqui d’el-Rock no Clube Atlético de Campo de Ourique. A edição de fanzines tornou-se uma espécie de autopromoção das bandas, sendo a principal forma de comunicação, pois o rock não era totalmente divulgado em Portugal pelas rádios, jornais ou televisão. O movimento punk, como qualquer outra tribo urbana, tem necessidade de promoção e divulgação dos projectos que desenvolve e foi aqui que a criação de fanzines encontrou o seu propósito.
Os elementos dos Minas & Armadilhas SARL (como também se chegaram a denominar) enquadravam-se nos pequenos grupos heterogéneos de jovens radicais, que mantinham contactos com as novidades inglesas (discos, roupas, etc), e foi nesses grupos sociais que se identificou a vontade de ser punk. Eram estudantes de artes, músicos tanto da classe operária como da classe média e jornalistas aborrecidos com o que o rock se tinha tornado. Primeiro, os Aqui d’el-Rock, e depois os Faíscas, Minas & Armadilhas, Raios e Coriscos, UHF e Xutos & Pontapés, procuraram seguir os valores da cultura punk.

### Formação e fim da carreira
Paulo Borges e Paulo Ramos conheceram-se no Liceu Gil Vicente e voltaram a encontrar-se na Faculdade de Letras, em 1978, quando resolveram criar uma banda que desse continuidade ao seu gosto musical. Ouviam Sex Pistols, Clash, Damned, Television e Dr. Feelgood. Borges ficou como vocalista e escreveu as letras enquanto Ramos compôs os temas e ocupou-se da guitarra. O nome ficou Minas & Armadilhas. Ao núcleo inicial juntaram-se Zé Eduardo (baixo) e Peter Machado (bateria). Os ensaios eram na casa de Ramos ou na sala da Senófila. No dia 5 de Maio de 1979 realizaram o primeiro concerto no Liceu D. Pedro V, em Lisboa, juntamente com as bandas Raios e Coriscos, Xutos & Pontapés e Aqui d’el-Rock. O jornalista Pedro Ferreira escreveu na revista Música & Som:
| “ | Há quem não tome o fenómeno punk a sério. O recente concerto no Liceu D. Pedro V pôs uma vez mais em causa essa atitude. O punk tem uma vitalidade própria, como prova o aparecimento de novos (poucos, é pena) grupos do género, como os Minas & Armadilhas SARL, Raios e Coriscos e os Xutos e Pontapés, que actuaram conjuntamente com os Aqui d’el-Rock no liceu referido. (…) Voltando ao concerto, foi significativo um dos verdadeiros rebeldes ter pedido o microfone para dar um grito; no fundo, o denominador comum daquela malta era o grito de "estamos vivos". Mas a comunicação entre o grupo no estrado e a audiência era unívoca, porque o som nebuloso e esmagador apagava a contestação, o pluralismo, ao mesmo tempo que criava a atmosfera intemporal do milagre: o cigarro que se pede, a cerveja que se bebe, os teus olhos nos meus olhos… milagre afectivo, comunicação outra entre indivíduos flutuando nas nuvens de ruído amigo, milagre musicalmente passivo, milagre na superfície… o punk à superfície do milagre! | ” |

As bandas que em Portugal emergiam do punk mostravam que também aqui era possível fazer música apenas com duas guitarras, uma bateria e um microfone, valorizando o poder da redução do rock aos dois ou três acordes essenciais. No dia 3 de Junho de 1979 marcaram presença no "Festival Antinuclear – Pelo Sol" no Parque Eduardo VII, em Lisboa, com UHF, Trovante, Rão Kyao, Pedro Barroso, Vitorino, Fausto, Jorge Palma, entre outros. A actuação ficou marcada pelo incêndio no amplificador do baixo de Zé Eduardo, que tinha sido emprestado pelos UHF, e que condicionou as actuações das restantes bandas. Faziam a sua própria divulgação distribuindo a fanzine "Estado de Sítio", editada pelo vocalista Paulo Borges – que publicou pelo menos seis números ao longo do ano de 1978 – sobre notícias da música punk e informação da actividade da banda.
Ainda em 1979, em Agosto, fizeram a primeira parte de dois concertos dos Xutos & Pontapés, um no antigo Casino de Santa Cruz e, o mais marcante, na Praça de Touros de Vila Viçosa, onde também actuaram os UHF. Paulo Borges lançou fogo a um jornal e insuflou um discurso que aborreceu as convicções locais. Corridos do palco, e perante tamanha confusão, a organização fugiu com o dinheiro e não pagou o cachet às bandas. O material de som, óptimo para a época, tinha sido cedido pelos Tantra. O concerto teve imagens captadas pelo canal RTP, que se julga terem sido perdidas.
O último concerto foi realizado, em Outubro de 1979, na Sociedade Filarmónica Alunos de Apolo. O guitarrista João Cabeleira ocupou o lugar de Paulo Ramos que tinha deixado o grupo poucos meses antes. À semelhança dos Faíscas e dos Raios e Coriscos, os Minas & Armadilhas terminaram a carreira sem gravarem a música que produziram.

## Membros
| Integrantes - Paulo Borges – Vocal - Paulo Ramos – Guitarra eléctrica - Zé Eduardo – Baixo eléctrico - Peter Machado – Bateria | Convidados - João Cabeleira – Guitarra eléctica (substituiu Paulo Ramos em 1979) - Jojó Benzovak – Guitarra solo (apenas no concerto no LIceu D. Pedro V) |

## Reconhecimento
Entre os principais temas, destacam-se "MInas & Armadilhas p'ra Tudo Rebentar" e o emblemático "Lisboa a Arder" – escrito por Paulo Borges e musicado por Paulo Ramos – enaltece a cultura punk, numa crítica à cidade de Lisboa que, apesar de cosmopolita, encontrava-se parada no tempo: "Ouves discos em casa/ Vagueias pelas ruas/ De revoltado não tens nada/ Que paixões são as tuas?/ Andas a estagnar/ Afundas-te em boa ordem/ Aprende a delirar/ Toma o gosto pela desordem/ Estou farto de castrados/ Estou farto de flipados/ Quero algo para fazer/ Quero ver Lisboa a arder!", diz o trecho da canção.
 Em 2017, a banda de punk rock Patrulha do Purgatório, homenageou os Minas & Armadilhas com uma versão de "Lisboa a Arder" no álbum Pede a Deus que Te Mate e ao Diabo que Te Leve. O disco recupera dez temas há muito esquecidos e para muitos desconhecidos, e outros nunca gravados. É um tributo a dez bandas pioneiras do punk rock português.